# Axel Hörnström
Erik Axel Hörnström, född 19 juli 1904 i Hörnsjö, Nordmalings församling, Västerbottens län, död 22 december 1987 i Hässleby församling, Eksjö var en svensk teckningslärare och målare.
Han var son till förste banmästaren Erik Hörnström och Georgina Elisabeth Bergstedt samt från 1932 gift med Cecilia Gustavsson. Han studerade vid Otte Skölds målarskola 1945, Académie Libre 1946 samt under studieresor till bland annat Danmark, Tyskland och Italien. Separat ställde han ut på ett tjugotal platser i landet och han medverkade i samlingsutställningen Småländska målare som visades i Hultsfred och Norrköping 1946. Hans konst består av porträtt, blomsterstilleben och italienska landskapsskildringar.